# 黄梅戏艺术节
黄梅戏是安徽省安庆市著名的地方戏，现已成为中国五大剧种之一。自1992年起，安庆市开始举办黄梅戏艺术节。

## 历史

### 第一届中国（安庆）黄梅戏艺术节
主办：安庆市委、安庆市人民政府。
时间：1992年10月6日至12日。

### 第二届中国（安庆）黄梅戏艺术节
主办：中华人民共和国文化部、安徽省人民政府。
承办：安庆市人民政府、安徽省文化厅。
时间：1995年10月8日至18日。

### 第三届中国（安庆）黄梅戏艺术节
自这一届开始，黄梅戏艺术节确定为每三年举办一次。

主办：中华人民共和国文化部、安徽省人民政府、中国光彩事业促进会。
承办：安徽省文化厅、安徽省旅游局、安庆市人民政府、安徽电视台。
时间：2003年11月1-5日。

### 第四届中国（安庆）黄梅戏艺术节
主办：安徽省人民政府、中国戏剧家协会。
承办：安庆市人民政府、安徽省文化厅、中国中央电视台戏曲频道。
时间：2006年11月8日至15日。

### 第五届中国（安庆）黄梅戏艺术节
主办：中华人民共和国文化部、安徽省人民政府。
承办：中国戏剧家协会、安徽省文化厅、安徽省广电局、安庆市人民政府。
时间：2009年10月30日-11月1日。

### 第六届中国（安庆）黄梅戏艺术节
主办：中华人民共和国文化部、安徽省人民政府。
承办：中国戏剧家协会、安徽省文化厅、安徽省文联、安庆市人民政府 。
时间：2012年11月5日-7日。   

### 第七届中国（安庆）黄梅戏艺术节
原计划2013年举办的第七届中国（安庆）黄梅戏艺术节已“瘦身”为“十一”黄梅戏展演周。
主办：安徽省文化厅、安庆市人民政府。
承办：中共安庆市委宣传部、安庆市文广新局、安庆市旅游局、安庆市广播电视台。
时间：2013年9月30日-10月7日。

### 第八届中国（安庆）黄梅戏艺术节
主办：中华人民共和国文化和旅游部、安徽省人民政府。
承办：文化和旅游部艺术司、文化和旅游部、安徽省文化厅、安庆市人民政府 。
时间：2018年9月28日-10月8日。 

### 第九届中国（安庆）黄梅戏艺术节
主办：中华人民共和国文化和旅游部、安徽省人民政府。
承办：文化和旅游部艺术司、安徽省文化和旅游厅、安庆市人民政府 。
时间：2021年9月28日-10月8日。

## 经济影响
每一届黄梅戏文化节除了展现文化生活，还被安庆政府用于推动经济贸易洽谈和外资引进。据报道，第一届黄梅戏文化节期间引进外资达3997万美元。